# Gamera
Gamera (ガメラ) is een fictief schildpadachtig monster uit een reeks Japanse kaijufilms geproduceerd door Daiei Motion Picture Company. Hij werd bedacht in 1965 om mee te liften op het succes van Toho’s filmmonster Godzilla. Sindsdien is hij net als Godzilla uitgegroeid tot een cultureel icoon.

## Achtergrond

### Uiterlijk
Gamera is een op een schildpad lijkend monster. Zijn uiterlijk en formaat zijn over de jaren aangepast, maar de meeste kenmerken zijn onveranderd gebleven. Hij kan op zowel vier als twee poten lopen. Zijn voorpoten hebben dan ook deels de functie van handen. Zijn bek is gevuld met tanden, waarvan twee altijd naar buiten steken. Hij wordt doorgaans neergezet met grote, bijna mensachtige ogen.

### Oorsprong
Gamera’s oorsprong is in de loop der jaren eveneens aangepast.
In de originele filmreeks was hij een prehistorische schildpad die in het heden werd gewekt door nucleaire testen. In deze filmreeks was hij een van de weinige overblijfselen uit een ver verleden. Al snel bleek hij een zwak te hebben voor kinderen, wat hem de titel 'friend to all children in the world'. Daarmee werd hij een van de eerste en weinige Kaijumonsters die juist aan de kant van de mensheid staat.
In de tweede filmreeks werd Gamera’s oorsprong aangepast. Hierin was hij een wezen dat gemaakt was door de beschaving van het mythische Atlantis. Zijn taak was om de aarde te beschermen tegen Gyaos. Deze versie van Gamera kreeg zijn kracht van de aarde zelf in de vorm van mana. Tevens werd in deze filmreeks gesuggereerd dat Gamera de laatste was van een heel ras van schildpadachtige monsters.
Gamera’s oorsprong werd opnieuw veranderd in de derde filmreeks. Hierin werd getoond hoe Gamera, na zich op te hebben geofferd in de jaren zeventig, wordt herboren in 2006.

### Vaardigheden
Gamera’s schild is bestand tegen de meeste militaire wapens en aanvallen van andere monsters. Slechts in een paar gevallen werd Gamera’s schild doorbroken. Zijn onderbuik is echter kwetsbaarder dan de rest van zijn lichaam. 
In de Shōwa-filmreeks voedde Gamera zich met vuur en andere hittebronnen. Tevens kon hij vuur spuwen als wapen. In de Heisei-filmreeks beschikte Gamera over de gave om plasmabollen te spuwen. Tevens kon deze versie van Gamera “mana” absorberen voor meer kracht.
Gamera’s bekendste gave is die om te vliegen. Hiervoor trekt hij zich geheel terug in zijn schild, waarna hij uit zowel de gaten voor zijn poten als hoofd vuurstralen afvuurt en zich daarmee de lucht in slingert. Een alternatieve manier van vliegen is waar hij enkel zijn achterpoten intrekt en vuurstralen afvuurt uit de achterste gaten van zijn schild. Vliegend kan Gamera snelheden bereiken tot mach 3. Tevens kan hij zijn schild als wapen gebruiken door vijanden al vliegend te rammen.
Als hij zwaargewond is, kan Gamera in een soort coma raken waarin hij sneller geneest. Dit gebruikt hij in vrijwel elke film.
Gamera’s grootste zwakheid is extreme kou.

## Filmografie

### Shōwa-reeks
De eerste filmreeks liep van 1965 tot 1980. Daarna dwong faillissement van de filmstudio hen om de productie van de Gamerafilms lange tijd stil te leggen. Films in deze reeks zijn:
- Gamera (1965)
- Gamera vs. Barugon (1966)
- Gamera vs. Gyaos (1967)
- Gamera vs. Viras (1968)
- Gamera vs. Guiron (1969)
- Gamera vs. Jiger (1970)
- Gamera vs. Zigra (1971)
- Gamera: Super Monster (1980)

### Heisei-reeks
De naam van de films gemaakt tussen 1995 en 1999. Deze films werden gemaakt naar aanleiding van de succesvolle heropleving van de Godzilla-films.
De Heisei-reeks bestaat uit drie films, ook wel bekend als de “Gamera Trilogy”.
- Gamera: Guardian of the Universe (1995)
- Gamera 2: Attack of Legion (1996)
- Gamera 3: Awakening of Irys (1999)

Er is ook een niet officiële fanfilm getiteld "Gamera 4: The Truth". Deze film werd gemaakt door fans die niet tevreden waren met het einde van de derde film.

### Millennium-reeks
De millenniumreeks begon in 2006. Tot nu toe telt deze reeks slechts 1 film: Gamera the Brave.

## Gamera vs. Godzilla
Al jarenlang zijn er discussies gaande onder fans van Gamera en Godzilla over welk van de twee monsters nu het beste is. Over het algemeen wordt Godzilla gezien als de betere daar Gamera (zeker in zijn eerste films) vooral een monster voor kinderen is.
Veel fans vragen zich af of er ooit een cross-over film zal komen tussen Gamera en Godzilla. Volgens Toho en Daiei is de kans hierop erg klein daar beide monsters een grote aanhang van fans hebben.